# 曽根田千鶴
曽根田 千鶴（そねた ちづる 1978年2月15日 - ）は、日本のクロスカントリースキー選手。山形県最上町出身。北海道自衛隊スキー連盟に所属している。

## 経歴
小学校のときは陸上競技を行い、最上中学校1年の時にクロスカントリースキーを始めた。山形県立新庄北高等学校向町分校に進学し、高校2年の時は国体のリレーで青木富美子とチームメートになった。2001年ノルディックスキー世界選手権に出場したが、2002年のソルトレイクシティオリンピック代表を逃し、2003年2月のアジア冬季競技大会代表に選ばれて夏見円、福田修子、横山寿美子との20kmリレーで銀メダルを獲得したものの、2003年ノルディックスキー世界選手権の代表になれず、一時は競技引退も考えた。2003-2004シーズンのW杯オーベルストドルフでの大会で11位となっている。
オーベルストドルフで行われた2005年ノルディックスキー世界選手権では10kmフリーで43位、石田正子、福田修子、横山寿美子との20kmリレーでは13位となった。
2006年のトリノオリンピックには、標高およそ2000m十勝連峰を縦走する高地トレーニングなどを行い臨んだ。15km複合では38位となり、30kmフリーで25位となった。
札幌市で行われた2007年ノルディックスキー世界選手権の30kmクラシックでは24位となった。

## 主な優勝成績
- 全日本スキー選手権大会ノルディックスキー・距離
  - 2002年 5kmクラシック優勝[12]
  - 2003年 15kmフリー、30kmクラシック、スプリントフリー優勝[12]
  - 2005年 30kmクラシック優勝[12]